# Pallacanestro Trieste
Maillots
Le Pallacanestro Trieste 2004, ou Pallacanestro Trieste  est un club italien de basket-ball, évoluant en Serie A, la première division du championnat italien. Le club est basé dans la ville de Trieste.

## Historique
Le club a appartenu à la Serie A1 (1re division) entre 1991 et 1998 puis de 2000 à 2004. Mais à cette date elle ne pouvait plus satisfaire les besoins financiers et a donc été rétrogradée en Serie B2 (4e division).

## Liste des noms sponsorisés du club
- 1955-1956 : Arrigoni Trieste
- 1957-1960 : Stock Trieste
- 1961-1963 : Philco Trieste
- 1974-1975 : Lloyd Adriatico Trieste
- 1976-1981 : Hurlingham Trieste
- 1981-1982 : Oece Trieste
- 1982-1984 : Lamarasoio Bic Trieste
- 1984-1994 : Stefanel Trieste
- 1994-1996 : IllyCaffè Trieste
- 1996-1998 : Genertel Trieste
- 1997-1999 : Lineltex Trieste
- 1999-2001 : Telit Trieste
- 2001-2004 : Coop Nordest Trieste
- 2005-2013 : AcegasAps Trieste
- 2015- : Alma Pallacanestro Trieste

## Palmarès
- Champion d'Italie : 1930, 1932, 1934, 1940 et 1941.
- Finaliste de la Coupe Korać : 1994.

## Joueurs et personnalités du club

### Entraîneurs
- juil. 1974-juin 1975 :  Gabriele Vianello
- juil. 1975-mars 1976 :  Romano Marini
- mars 1976-juin 1976 :  Nicola Porcelli
- juil. 1976-juin 1977 :  Gianfranco Lombardi
- juil. 1977-mai 1978 :  Alberto Petazzi
- mai 1978-1982 :  Gianfranco Lombardi
- 1982-1983 :  Rudy D'Amico
- 1983-1985 :  Mario De Sisti
- juil. 1985-mars 1986 :  Santi Puglisi
- mars 1986-juin 1986 :  Romano Marini
- 1986-1994 : / Bogdan Tanjević
- 1994-1995 :  Virginio Bernardi
- 1995-mars 1996 :  Mauro Stoch
- mars 1996-1997 :  Furio Steffè
- 1997-1999 :  Cesare Pancotto
- 1999-févr. 2001 :  Luca Banchi
- févr. 2001-juin 2004 :  Cesare Pancotto
- 2004-2007 :  Furio Steffè
- 2007-2008 :  Piero Pasini
- 2008-2010 :  Massimo Bernardi
- 2010-2021 :  Eugenio Dalmasson (it)
- depuis 2021 :  Franco Ciani (it)

### Joueurs emblématiques
- Rich Laurel
- Gianni Bertolotti
- Milan Gurović
- Nenad Markovic
- Larry Middleton
- Brandon Brown
- Kaspars Cipruss
- Gregor Fucka
- Dino Meneghin
- Dejan Bodiroga
- Jurica Ružić
- Bogdan Tanjević
- Conrad McRae
- Makan Dioumassi
- Daniele Magro
- Ferdinando Gentile
- Ivica Maric